# Крустпилс (станция)
Кру́стпилс (латыш. Krustpils), до 1918 Крейцбург — узловая железнодорожная станция в Латвии, расположенная в черте города Екабпилс. Обслуживает 4 направления, крупнейшая промежуточная станция направлений Рига — Даугавпилс и Елгава — Резекне.

## История
Станция Крейцбург в одноимённом городе была открыта 12 (24) сентября 1861 года при пуске Риго-Динабургской железной дороги. В 1901 году через Крейцбург прошла также Московско-Виндавская железная дорога и образовался железнодорожный узел. Был выстроен мост через Двину, разрушенный в Первую мировую войну. После создания Латвийского государства немецкое название города и станции было заменено латышским — «Крустпилс».
Как во время первой, так и во время Второй мировых войн станция Крустпилс практически полностью уничтожалась. После Первой мировой войны была восстановлена в полном объёме. После Второй мировой войны служебные помещения и зал ожидания располагались в общественном здании на станционной площади, пока в 1954 году не было построено новое пассажирское здание.
В первые годы существования Латвийской Республики были построены подъездные пути к сахарной и кирпичной фабрикам. В советское время с развитием промышленных зон проложены также пути к заводу стройматериалов, мостостроительной группе, заводу железобетонных конструкций, приёмному пункту зерна и тюрьме.
В 1962 году город Крустпилс вошёл в состав соседнего города Екабпилс, а станция сохранила название Крустпилс.

## Как доехать
Автобусом:
Из Риги, Даугавпилса, Вентспилса.
Расписание на сайте автовокзалов Риги, Даугавпилса, Вентспилса (недоступная ссылка).
Поездом:
Из Риги, Даугавпилса, Резекне.
Расписание можно найти на сайте Латвийских Железных Дорог.